# ريتشارد لامبرت
ريتشارد لامبرت (بالإنجليزية: Richard Lambert)‏ (و. 1948  م) هو لاعب كرة يد، شارك في الألعاب الأولمبية الصيفية 1976.

## روابط خارجية
- ريتشارد لامبرت على موقع أوليمبيديا (الإنجليزية)